# Paul Ramírez
Paul Ramírez (Caracas, 30 de julho de 1986 – Puerto Ordaz, 6 de dezembro de 2011) foi um futebolista venezuelano.
Atuava como atacante e destacou-se no Campeonato Sul-Americano de Futebol Sub-20 de 2005 pela seleção da Venezuela e em fevereiro de 2005 foi contratado pela Udinese da Itália. Também jogou no Ascoli e pelo Bellinzona, da Suíça.
Ramírez encerrou a carreira em 2008 em virtude de um transplante de rim e em 5 de dezembro de 2011 sofreu um AVC fatal.